# Distichlis palmeri
Distichlis palmeri là một loài thực vật có hoa trong họ Hòa thảo. Loài này được (Vasey) Fassett ex I.M.Johnst. mô tả khoa học đầu tiên năm 1924.